# 家 (小说)

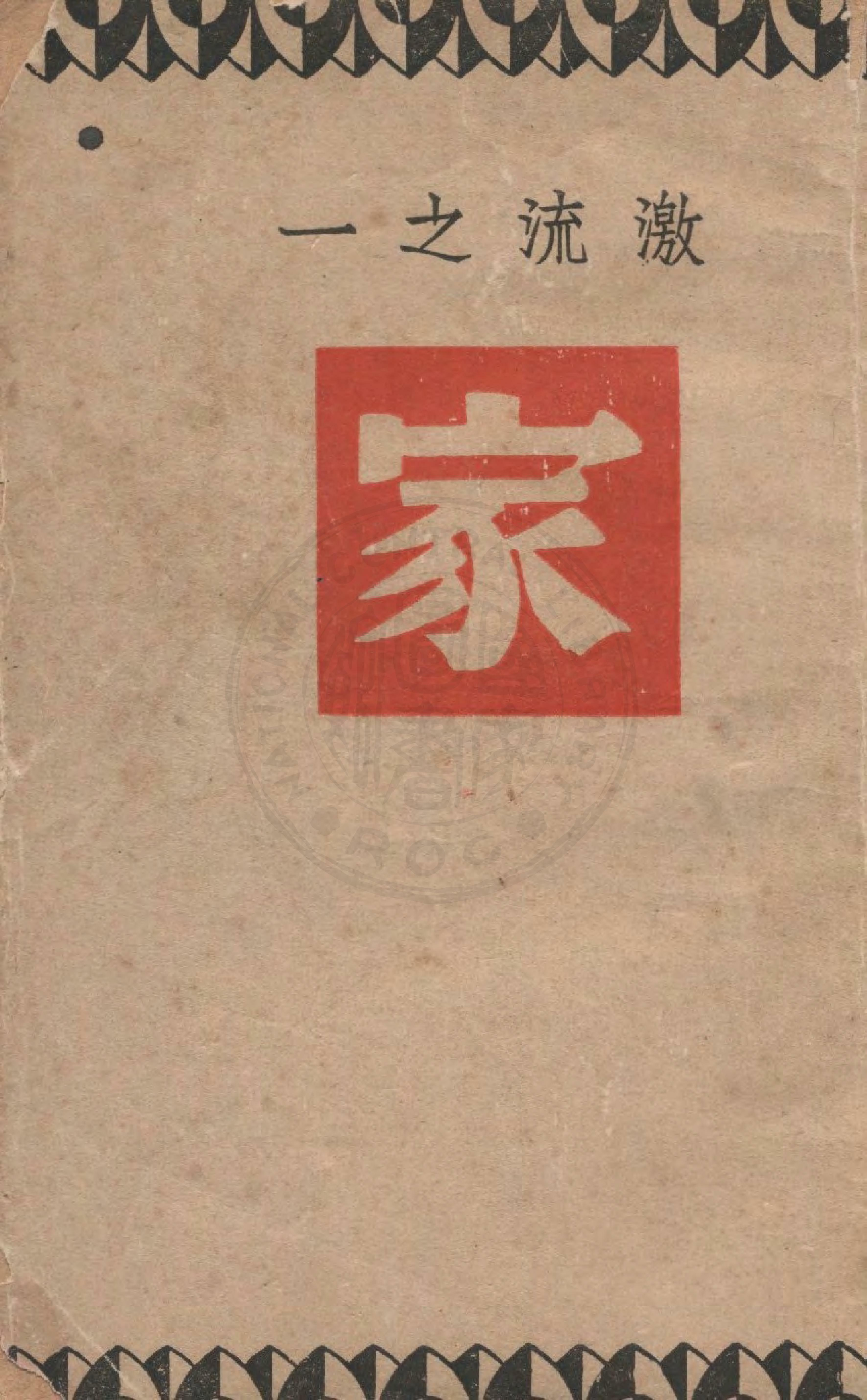
1949年开明书店版小说封面

《家》是由中国作家巴金创作的长篇小说，激流三部曲（《家》、《春》、《秋》）中的第一部。《家》被认为是巴金的代表作之一。最早于1931年在《时报》开始连载，原篇名为《激流》。开明书店1933年5月出版《家》单行本。

## 情节简介
小說描述成都高家公館的大家族。在其中，高老太爺是這個大家庭的權威，底下的五房中長房有父母早逝的覺新、覺民、覺慧三兄弟，三個主角有不同的性格和個性。
長子長孫的覺新，受過新思想的熏陶但仍服從傳統，年輕時，他曾與梅表妹相愛，但卻因父母的安排另娶了瑞珏；至於梅出嫁不久後就因夫逝而成了寡婦。覺新愛自己的妻子，卻又時時忘不了梅，這樣矛盾的心理帶給他心碎和痛苦。梅後來回到成都，在憂鬱中寂寞逝世。
覺新、覺民與覺慧皆因為五四運動而接觸了新文化運動和學生運動。覺民與覺慧比較热衷，在傳統一些毫無意義又可笑的儀式中，他們窒息；看到叔叔克定在外弄了另一個小公館，克安嫖妓，以及長輩齷齪的勾當，他們厭惡。種種「叛徒」的行徑，遭到爺爺的訓斥懲罰。而覺新仍服從傳統，順著長輩的意去做自己不願的事。
覺慧對家中的丫頭鳴鳳有好感，因為高老太爺想要把鳴鳳給馮樂山做小老婆，鳴鳳不願便投湖自盡，覺慧感到在這家族待不下去了，便一直找機會脫離家族。覺民與表妹琴相愛，為了逃避爺爺為他定下的親事，覺民離家出走。覺新雖然認為弟弟們沒有錯，由於身為長孫以及對於禮教的不敢違抗，仍不得不站在爺爺的那一邊。
辦高老太爺的喪事時，陳姨太以避血光之災為由把即將臨盆的瑞珏趕到郊外生產。瑞珏難產而死，覺新因習俗禮教無法見她最後一面，在悲痛之下轉而支持覺慧離開這破碎的家前往上海及不可知的未來。

## 主題思想
《家》以作者巴金青少年時期的親身經歷為基本素材，帶有自傳性質。巴金曾說：“要是沒有我的最初十九年的生活，我也寫不出這樣的作品。”但《家》又不單純是一部自傳，而是對中國當年典型的舊父權製家庭敗落史的現實主義的再現。 
《家》的主題是，通過覺慧與鳴鳳，覺新與錢梅芬、李瑞玨，覺民與琴三對青年愛情上的不同遭遇，以及他們所選擇的不同生活道路為主幹，揭露了封建家庭的敗落，和青年一代對光明和新的道路的追求和探索。其矛頭不僅針對舊禮教，而且更集中只想作為封建統治和新的專制主義；其意義不只是單純地主張自由戀愛，而且號召青年反抗封建專制制度，投入社會革命洪流之中。
巴金出生在一个封建家庭中，他在《自传》中说：“在自私伪善的长辈们的压力下，我听到年轻的生命的痛苦的呻吟。”他希望用小说来揭示这些现实问题，号召青年与旧家庭决裂，走向社会，征服“生活的激流”。

## 衍生作品
吴天和曹禺先后于1940年和1942年将《家》改编成话剧，其中曹禺版《家》于1943年4月8日在重庆首演。1956年，陈西禾将《家》改编成电影，由孙道临饰演高觉新，1957年3月首映。2002年，成都市川剧院将《家》改编为以觉慧和鸣凤为主线的川剧《激流之家》。